# والتر زین
والتر زین (انگلیسی: Walter Zinn) ; (زاده:۱۰دسامبر ۱۹۰۶- درگذشته: ۱۴ فوریه ۲۰۰۰) دانشمند فیزیک هسته‌ای اهل کانادا بود. وی اولین رئیس آزمایشگاه ملی آرگون بین سالهای ۱۹۴۶–۱۹۵۶ بود. او همچنین در بین جنگ جهانی دوم در آزمایشگاه متالورژی، پروژه منهتن کارکرد و مشاور پروژه ساخت اولین نیروگاه رآکتور هسته‌ای جهان در سایت شیکاگو بود. هنگامیکه در دوم دسامبر ۱۹۴۲ رآکتور هسته‌ای در وضعیت بحرانی انتقال قرار گرفت، او در دانشگاه شیکاگو همکاری داشت. وی در آرگون چندین رآکتور هسته‌ای جدید را بنا کرد، از جمله اولین نیروگاه هسته‌ای که در ۲۰ دسامبر ۱۹۵۱ موفق به تولید انرژی الکتریکی و برق شد.

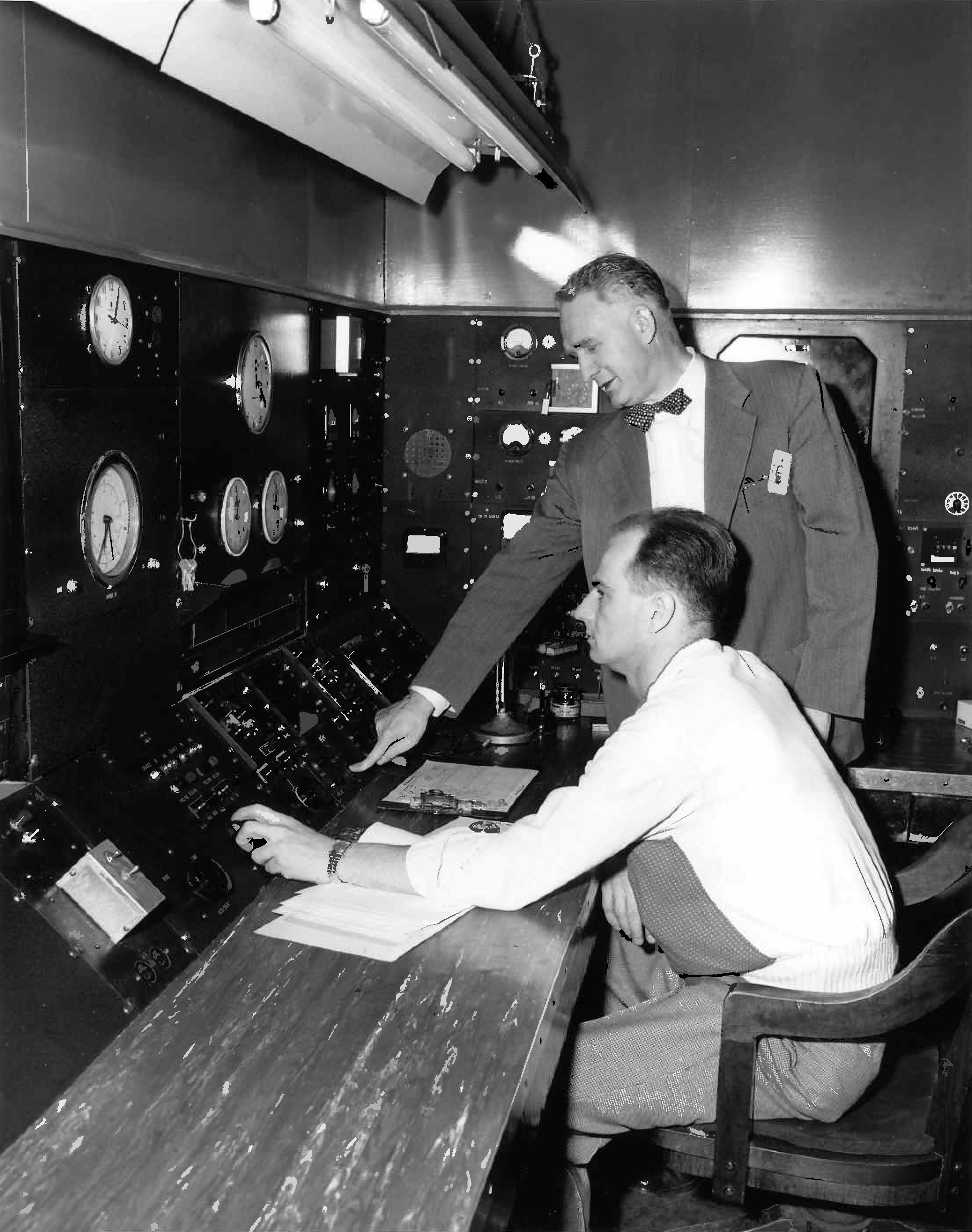
زین (ایستاده) دکمه‌ای را فشار می‌دهد تاواحد سایت سه شیکاگو را خنثی کند.

## زندگی‌نامه
والتر هنری زین در ۱۰ دسامبر ۱۹۰۶ در شهر برلین که اکنون کیچنر در انتاریو قرار دارد متولد شد. او پسر جان زین بود که مالکیت یک کمپانی تایر سازی را برعهده داشت. برادر بزرگتر وی آلبرت کارگر شرکت بود. زین برای ادامه تحصیلات به دانشگاه کویینز رفت و کارشناسی و دوره کارشناسی ارشد خود را در رشته ریاضیات از دانشگاه کلمبیا اخذ کرد. در سال ۱۹۳۰ دکترای خود را در فیزیک گرفت و رساله خود را در خصوص پژوهش دو کریستال ساختاری و عرضی جذب محدود اشعه ایکس K نوشت که بعدها در مجله علمی فیزیکال رویو منتشر شد.
وی همچنین برندهٔ جوایزی همچون مدال الیوت کرسون شده‌است.